# L'Escorte (film, 1993)
Pour les articles homonymes, voir L'Escorte.
Pour plus de détails, voir Fiche technique et Distribution.
L'Escorte (La scorta) est un film policier italien réalisé par Ricky Tognazzi, sorti en 1993.

## Synopsis
Le film montre les difficultés d'un honnête et courageux juge et de sa garde rapprochée composée de quatre hommes, lorsqu'il essaye de « nettoyer » une ville en Sicile. Les politiciens locaux corrompus, travaillant la main dans la main avec la mafia, n'auront de cesse que lorsqu'ils auront empêché la divulgation de leurs rackets.

## Fiche technique
- Réalisateur : Ricky Tognazzi
- Scénaristes : Graziano Diana, Simona Izzo
- Pays :  Italie
- Genre : Film policier
- Durée : 92 minutes

## Distribution
- Claudio Amendola : Angelo Mandolesi
- Enrico Lo Verso : Andrea Corsale
- Carlo Cecchi : assistant du procureur
- Ricky Memphis : Fabio Muzzi
- Tony Sperandeo : Raffaele Frasca
- Lorenza Indovina : Lia Corsale
- Ugo Conti : Nicola
- Rita Savagnone : mère d'Angelo
- Giovanni Alamia : Nino Carabba
- Francesca D'Aloja : Anna Spano
- Giovanni Pallavicino : père Virzi
- Giacinto Ferro : député Nestore Bonura
- Guia Jelo : Rosalia Carabba
- Benedetto Raneli : président Caruso
- Francesco Siciliano : policier Marchetti
- Angelo Infanti : juge Barresi